# نوی‌شوان‌شتاین
قصر نویْ‌شُوانشتاین (به آلمانی: Neuschwanstein) قصری است متعلق به قرن نوزدهم میلادی در جنوب استان باواریا در جنوب کشور آلمان که توسط پادشاه وقت باوریا (بایرن) به نام لودویگ دوم (بایرن) ساخته شد. این قصر هم‌اکنون یکی از محبوب‌ترین نقاط گردشگری در کشور آلمان است.

## نگارخانه

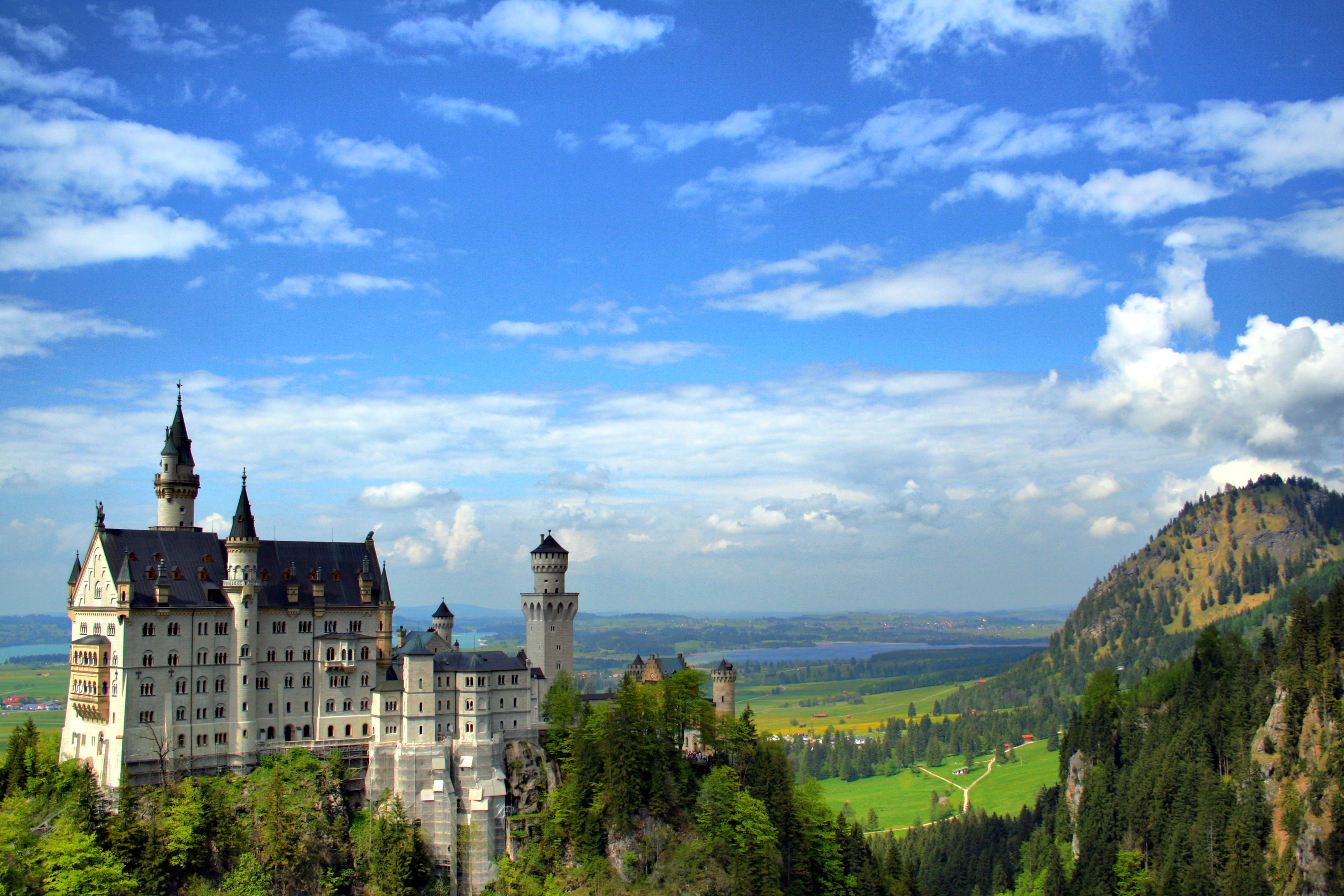
قصر نوی‌شوان‌شتاین
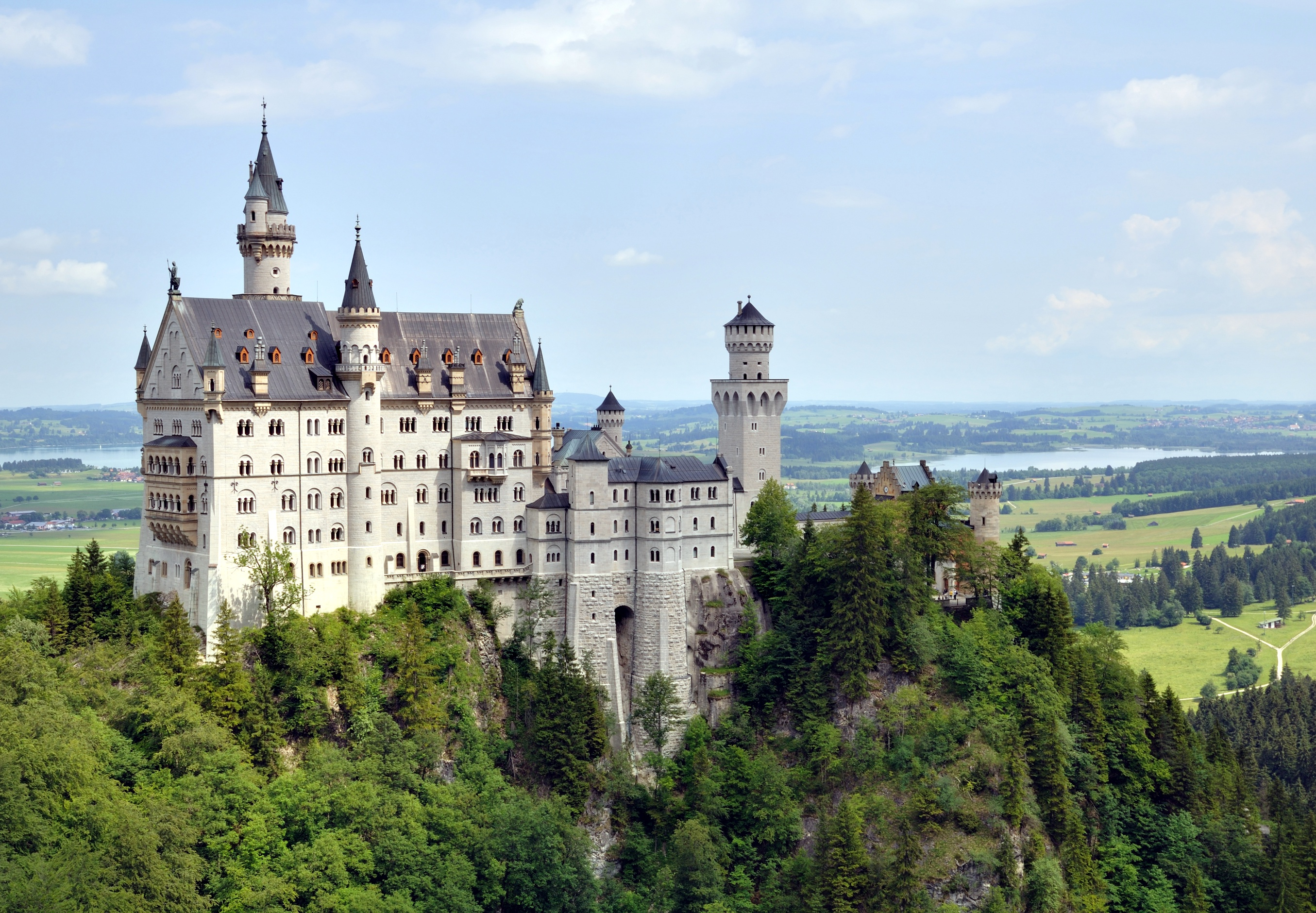
قصر نوی‌شوان‌شتاین در نمایی دیگر